# La Biblioteca del Monte Char
The Library at Mount Char es una novela contemporánea, de fantasía y horror escrita por Scott Hawkins. Fue la primera novela escrita por el autor. 

## Resumen de la trama
Carolyn vivía con once "hermanos" bajo el cuidado de un hombre milenario y divino del que poco se conoce conocido por ellos como Padre, luego de haberlos rescatado después de la muerte de sus padres en un extraño incidente (también conocido como Ablakha o Adam Black), que tendía a actos de crueldad sádica. Todos cuentan con poderes extraños, aprendidos de los libros que se encuentran en la biblioteca de su Padre. Carolyn contrata a Steve Hodgson, un antiguo ladrón de casas amateur de buen corazón para entrar en una casa para ella. Sin que él lo supiera, ella quería ocultar pruebas de un asesinato que ella perpetuó. Hodgson es traicionado por Carolyn.
Un dispositivo de seguridad metafísico del futuro de la Tierra les impide ingresar a la biblioteca. Los "hermanos" tienen habilidades muy interesantes. David tiene habilidades marciales inhumanas. Jennifer habilidades curativas y puede resucitar a los muertos. Michael habla con animales y la propia Carolyn sabe muchos idiomas, muchos de ellos sobrenaturales. Padre ha desaparecido, sus hijos sospechan que fue asesinado por uno de sus enemigos, que él les había comentado eran muchos, pues parece que desarrolla un papel importante en el curso del mundo.
Erwin Leffington, veterano de guerra empleado por el gobierno de los EE. UU., va a prisión para entrevistar a Steve Hodgson (ahora vivo una vez más gracias a Jennifer, luego de que Carolyn se siente mal por la traición). Steve estaba en la cárcel por el asesinato que cometió Carolyn. David libera a Steve, con muchas bajas. Carolyn llama al presidente de los Estados Unidos para retirar todos los cargos contra Steve, luego de hablarle de parte de su Padre y revelar muchos secretos del pentágono, luego envía al hombre mismo a recuperar la barrera mística de la biblioteca de Padre. Contará con la ayuda de los leones Dresden y su cachorro mascota Naga, ahora aliados de la extraña familia.
Atravesando muchos obstáculos y con un sacrificio por parte de Dresden, Steve recupera los artefactos. Sorpresivamente, el gobierno de los Estados Unidos, por orden del presidente, ataca a la familia y mata a la mayoría de ellos por el peligro que estos pueden representar para el país. El sol se apaga luego de esto, pues era la familia quienes mantenían el control del cielo y los astros. Ocurren otros eventos apocalípticos. Carolyn, que había matado a Padre luego de demostrar sus inmensos poderes, pelea con David quien era el segundo en la línea de favoritos de Adam. Gracias en parte a la intervención de Erwin (que Carolyn había planeado), ella lo supera.
Carolyn y Steve, según parece, se conocían de niños, en el pueblo donde murieron los padres de los niños. Padre que parece lo sabe todo, también había planeado que Carolyn lo depusiera.a David para que luego el ataque de los Estados Unidos, entre la vida y la muerte, y en agonía, sirve como el nuevo sol oscuro de la Tierra, pero Steve lo reemplaza voluntariamente para evitarle todo el sufrimiento supraterrenal. Carolyn, con la ayuda de Michael y Erwin, protegerá la Tierra de los enemigos inhumanos de Padre.

## Recepción
Las críticas fueron positivas en su mayoría por parte de los medios y críticos literarios. El Wall Street Journal lo describió como "Original, el trabajo del nuevo gran talento de la fantasía". El Boston Globe lo llamó "un fascinante mundo de fantasía lleno de seres sobrenaturales y terribles consecuencias". El Dallas Morning News elogió la escritura de Hawkins, principalmente el diálogo entre los personajes del libro, pero criticó el final anticlímatico del libro y concluyó que el libro era "un viaje emocionante que termina con una tarea". En un artículo de retrospectiva de "libros extraños", Victoria Schwab de NPR calificó el libro como un "debut ambicioso y extraño" que "se encuentra en el límite entre el suspenso y la ficción especulativa, lleno de acción y existencial y se vuelve totalmente resistente a ser de un género en específico" . El autor dice que es probable que exista una secuela a la novela.